# Nördliches Palawan-Hörnchen
Das Nördliche Palawan-Hörnchen (Sundasciurus juvencus) ist eine Hörnchenart aus der Gattung der Sunda-Baumhörnchen (Sundasciurus). Es lebt im Norden der zu den Philippinen gehörenden Insel Palawan.

## Merkmale
Das Nördliche Palawan-Hörnchen erreicht eine Kopf-Rumpf-Länge von etwa 19,5 bis 20,5 Zentimetern bei einem Gewicht von 245 bis 285 Gramm. Der Schwanz ist 15,5 bis 17,2 Zentimeter lang und damit etwas kürzer als der restliche Körper. Die Rückenfarbe der Tiere ist generell braun und im Vergleich zum Südlichen Palawan-Hörnchen (Sundasciurus steerii ) weniger rötlich. Die Körperseiten sind grau, der Schwanz hat eine schwarze Schwanzspitze. Die Bauchseite ist variabel von vollständig weiß bis rotbraun. Zudem kommen vereinzelt albinotische, also vollständig weiße, Tiere vor.

## Verbreitung
Das Nördliche Palawan-Hörnchen lebt endemisch im Norden der zu den Philippinen gehörenden Insel Palawan vom Flachland bis in Höhen um etwa 500 Meter. Auf der Insel Apulit wurde es eingeführt.

## Lebensweise
Über die Lebensweise des Nördlichen Palawan-Hörnchens liegen keine Daten vor. Es lebt ursprünglich im Primärwald des Flachlands, kann jedoch auch im Sekundärwald leben. Darüber hinaus kommt es in Gärten, Obstplantagen und landwirtschaftlichen Flächen vor.

## Systematik
Das Nördliche Palawan-Hörnchen wird als eigenständige Art innerhalb der Gattung der Sunda-Baumhörnchen (Sundasciurus) eingeordnet, die – je nach Autor – aus 15 bis 17 Arten besteht. Die wissenschaftliche Erstbeschreibung stammt von Oldfield Thomas aus dem Jahr 1908, der die Art anhand von Individuen aus der Umgebung von Puerto Princesa auf Palawan beschrieb.
Innerhalb der Art werden neben der Nominatform keine weiteren Unterarten unterschieden.

## Status, Bedrohung und Schutz
Das Nördliche Palawan-Hörnchen wird von der International Union for Conservation of Nature and Natural Resources (IUCN) als nicht gefährdet (Least concern) eingeordnet. Begründet wird diese Einstufung mit dem verhältnismäßig häufigen Vorkommen auf der Insel und seiner Anpassungsfähigkeit an Lebensraumveränderungen. Potenzielle bestandsgefährdende Gefahren sind nicht bekannt, die Art wird jedoch als Schädling bejagt und für den Haustierhandel gefangen.

## Parasiten
1991 wurde von dem US-amerikanischen Parasitologen Lance A. Durden die Tierlaus Neohaematopinus sundasciuri beschrieben. Sie wurde auf zwei Exemplaren des Nördlichen Palawan-Hörnchens aus der Sammlung des zoologischen Museums der University of Michigan in Ann Arbor vorgefunden. Neohaematopinus sundasciuri ist wahrscheinlich, wie ihre nächsten Verwandten, ein artspezifischer Parasit.

## Belege
1. 1 2 3 4  Richard W. Thorington Jr., John L. Koprowski, Michael A. Steele: Squirrels of the World. Johns Hopkins University Press, Baltimore MD 2012; S. 187–188. ISBN 978-1-4214-0469-1
2. 1 2 3 4 5 6  Sundasciurus juvencus in der Roten Liste gefährdeter Arten der IUCN 2014.3. Eingestellt von: P. Ong, B. Tabaranza, G. Rosell-Ambal, D. Balete, 2008. Abgerufen am 2. Januar 2015.
3. 1 2  Sundasciurus juvencus In: Don E. Wilson, DeeAnn M. Reeder (Hrsg.): Mammal Species of the World. A taxonomic and geographic Reference. 2 Bände. 3. Auflage. Johns Hopkins University Press, Baltimore MD 2005, ISBN 0-8018-8221-4.
4. ↑  Lance A. Durden: A New Species and an Annotated World List of the Sucking Louse Genus Neohaematopinus (Anoplura: Polyplacidae). In: Journal of Medical Entomology 1991, Band 28, Nr. 5, S. 694–700, hier S. 694–695, doi:10.1093/jmedent/28.5.694